# Mario Party 6
Mario Party 6 là tựa game thứ sáu trong series Mario Party của Nintendo và là trò chơi thứ ba trên GameCube. Mario Party 6 được phát hành tại Nhật Bản vào ngày 18 tháng 11 năm 2004; Bắc Mỹ vào ngày 6 tháng 12 năm 2004; ở châu Âu vào ngày 18 tháng 3 năm 2005; và tại Úc vào ngày 15 tháng 9 năm 2005. Đây là trò chơi GameCube đầu tiên sử dụng micrô.  Mario Party 6  được theo sau bởi  Mario Party Advance  và  Mario Party 7 .

## Luật chơi
Trong Mario Party 6, có bốn người chơi thay phiên nhau di chuyển qua các ô theo lượt, thường chơi các minigame để kiếm tiền xu và ngôi sao. Mục tiêu của trò chơi là tích lũy được càng nhiều tiền xu và ngôi sao càng tốt trước khi kết thúc. Đây là game Mario Party đầu tiên trao giải thưởng "Ngôi sao về quả cầu (Orb Star)" cho người chơi sử dụng nhiều quả cầu nhất. Trong các bảng, ngày hoặc đêm sẽ lần lượt thay thế cho nhau (cứ sau ba lượt), tạo ra các hiệu ứng khác nhau. Sự thay đổi này ảnh hưởng đến không gian di chuyển, các ký tự khác nhau xuất hiện và cảnh vật các minigame. Điều này được phản ánh trong hai nhân vật mới, Brighton và Twila, đại diện cho mặt trời và mặt trăng tương ứng.
Tất cả mười nhân vật có thể chơi từ Mario Party 5 đều có thể chơi ở trò chơi này: Mario, Luigi, Công chúa Peach, Công chúa Daisy, Wario, Waluigi, Toad, Boo, Yoshi, Koopa Kid. Ngoài ra cũng có sự xuất hiện của nhân vật mới là Toadette.
Brighton và Twila, mặt trời và mặt trăng dẫn chương trình Mario Party, tranh cãi về việc ai là người nổi tiếng hơn. Mario đề nghị họ thu thập càng nhiều ngôi sao càng tốt để kết thúc chuyện này.
Đây là trò chơi cuối cùng trong series Mario Party có khả năng tự động phát (nơi tất cả người chơi là máy tính, do đó cho phép trò chơi sẽ tự diễn ra mà không cần bất kỳ người chơi nào). Sau này, mỗi game Mario Party sẽ bắt buộc phải có ít nhất một người chơi chơi trò chơi với máy tính, trừ khi sử dụng mã.

### Quả cầu
Quả cầu (Orbs) là những vật phẩm đặc biệt mà người chơi có thể thu thập trên đường đi hoặc mua bằng tiền xu tại cửa hàng trên đường. Chúng có thể được sử dụng theo nhiều cách để mang lại lợi thế cho người chơi, chẳng hạn như đánh cắp tiền từ các đối thủ, ngăn cản đối thủ hoặc nhanh chóng có được các ngôi sao. Trong Mario Party 5, chúng được gọi là viên nang. Không giống như trong Mario Party 5, người chơi không phải trả tiền để sử dụng quả cầu cho bản thân và có thể kiếm tiền từ chúng. Làm thế nào các quả cầu được sử dụng được xác định bởi loại của quỹ đạo. Đó là: Tự, Không gian, Rào cản và Đặc biệt. Loại quả cầu chặn đường chỉ sử dụng một lần và kích hoạt khi được thông qua. Quả cầu biến một ô thành ô riêng của nhân vật sở hữu và chỉ hoạt động nếu đối thủ đáp xuống không gian. Nếu người chơi dừng lại trên không gian nhân vật của mình, họ sẽ kiếm được năm Xu. Quả cầu tự thêm tiền cho người chơi đã sử dụng chúng. Các quả cầu đặc biệt được sử dụng tự động để bảo vệ tiền hoặc ngôi sao của người chơi khỏi bị đánh cắp từ Pink Boo và Chain Chomp, thường xuyên xuất hiện bất ngờ.

### Chế độ Solo
Chế độ Solo là nơi người chơi đi đến một bảng chơi với các ô chứa minigame. Khi đi đến ô có chứa minigame, người chơi sẽ đối đầu với Koopa Kids màu đỏ, màu xanh lá cây và màu xanh da trời. Người chơi cũng có thể chọn đồng đội (cho những minigame đấu đôi). Khối xúc xắc cho chế độ Solo chỉ hiển thị các số 1-6, không giống như chế độ 4 người chơi, các khối xúc xắc hiển thị các số từ 1-10. Mỗi lần thắng minigame, người chơi sẽ được nhận một ngôi sao (có giá trị 20 xu). Ở cuối bảng chơi, có một ô minigame đặc biệt, người chơi sẽ chắc chắn nhận được ngôi sao (có giá trị 100 xu). Để giành chiến thắng, người chơi phải đi đến đúng ô minigame đặc biệt. Nếu người chơi đi qua ô minigame đặc biệt hoặc thoát, người chơi sẽ thua cuộc và mất hết số ngôi sao đã có được.
Ngoài ra, trong bảng chơi còn có những ô bất ngờ (tương tự chế độ 4 người chơi), ô Bowser và ô Koopa Kid (tương tự ô Duel). Khi đi đến ô Bowser, người chơi sẽ gặp Bowser và phải chơi một minigame thuộc thể loại ngẫu nhiên (thường là 1 người đấu đội). Nếu thắng cuộc, người chơi sẽ được nhận 10 xu (hoặc 1 sao); nếu thua, Bowser sẽ lấy hết toàn bộ số ngôi sao và quả cầu mà người chơi đang có.

## Minigame
Có 82 minigame trong Mario Party 6. Không có minigame nào từ các phiên bản trước của Mario Party quay trở lại. Có hai thể loại minigame mới: minigame micrô (Mic Minigame) và minigame đặc biệt (Rare Minigame). Trong minigame micrô, người chơi phải nói các từ vào micrô của Gamecube để máy có thể nghe được. Còn minigame đặc biệt thường được chơi ở cuối Chế độ Solo, mặc dù một trò chơi được mua trong quỹ minigame. Các thể loại minigame gồm thể loại 4 người chơi, 1 người đấu đôi, Đấu đôi, Đặt cược, Song đấu, DK, Bowser, Micrô và Đặc biệt.

## Đánh giá
So với các phiên bản trước, Mario Party 6 cũng nhận được đánh giá trung bình theo hệ thống tổng hợp kết quả đánh giá Metacritic. GameSpot đã trích dẫn sự hứng thú của độc giả khi chơi game, song Mario Party 6 chưa làm mới hơn so với các phiên bản Mario Party trước . IGN thấy game đang bị thiếu sự độc đáo, đặc biệt ở phần micrô. Tại Nhật Bản, Famitsu đã cho Mario Party 6 31 (trên 40) điểm.
Mario Party 6 đã bán được 1,65 triệu bản.